# ウラジーミル・リシン

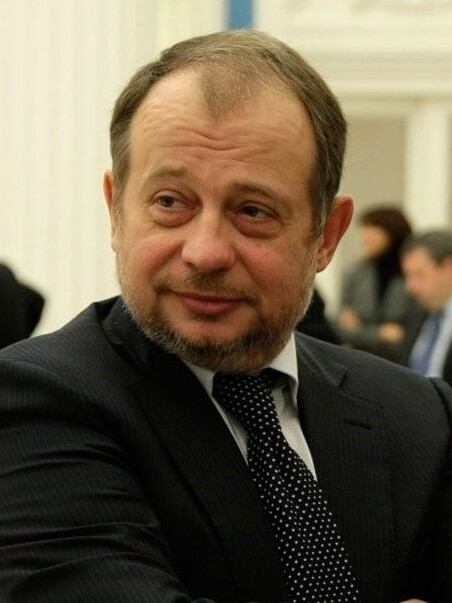
ウラジーミル・リシン

ウラジーミル・セルゲーエヴィッチ・リシン（Влади́мир Серге́евич Ли́син、Vladimir Sergeevich Lisin、1956年5月7日～　）は、ロシアの企業家。新興財閥ノボリペツク製鉄所会長。
1970年から1984年までコムソモールに所属し、その後ソ連共産党に入党。1992年ロシアのアルミニウム、鉄鋼輸出企業体「トランス・ワールド」グループと提携し、企業群を管理した。2000年アレクサンドル・アブラモフとともにロシア第4位の鉄鋼メーカーノボリペツク製鉄所の株式9割を取得する。ピョートル・アーヴェンのアルファ銀行をアドバイザーとして、ロンドン証券取引所に進出を予定するとともに、鉄鋼株の売買で約13億ドル（約1570億円相当）を取得した。